# دوري أذربيجان الممتاز 2012–13
دوري أذربيجان الممتاز 2012–13 (بالأذرية: Azərbaycan Premyer Liqası 2012/2013)‏ هو الموسم 21 من دوري أذربيجان الممتاز. أقيم خلال الفترة 4 أغسطس 2012 وحتى 19 مايو 2013، وأشرف على تنظيمه اتحاد أذربيجان لكرة القدم، وكان عدد الأندية المشاركة فيه 12، وفاز فيه نادي نيفتشي باكو.